# مفتاح مسبق التشارك
في علم التشفير يعرف المفتاح المسبق التشارك (بالإنجليزية: Preshared key)‏ بأنه سر مشترك تم  مشاركته سابقاً بين طرفين باستخدام بعض القنوات الآمنة قبل الحاجة إلى استخدامه.